# Complexo Poliesportivo Ayrton Senna
O Complexo Poliesportivo Ayrton Senna é uma área localizada ao lado do Eixo Monumental, no Setor de Recreação Pública Norte (SRPN), na cidade de Brasília, Distrito Federal, Brasil. O local abrange os principais centros para a prática de esportes do Distrito Federal: o Estádio Nacional de Brasília Mané Garrincha, o Ginásio de Esportes Nilson Nelson, o Autódromo Internacional de Brasília Nelson Piquet, o Ginásio de Esportes Cláudio Coutinho, entre outros.
O espaço corresponde ao setor esportivo da capital federal, conforme previsto por Lúcio Costa no plano urbanístico da cidade. Inicialmente batizado de Complexo Poliesportivo Presidente Médici, uma homenagem ao general Médici, que comandou o Brasil durante parte do Regime Militar, foi rebatizado com o atual nome em 1996 como uma homenagem ao piloto brasileiro de Fórmula 1, Ayrton Senna.

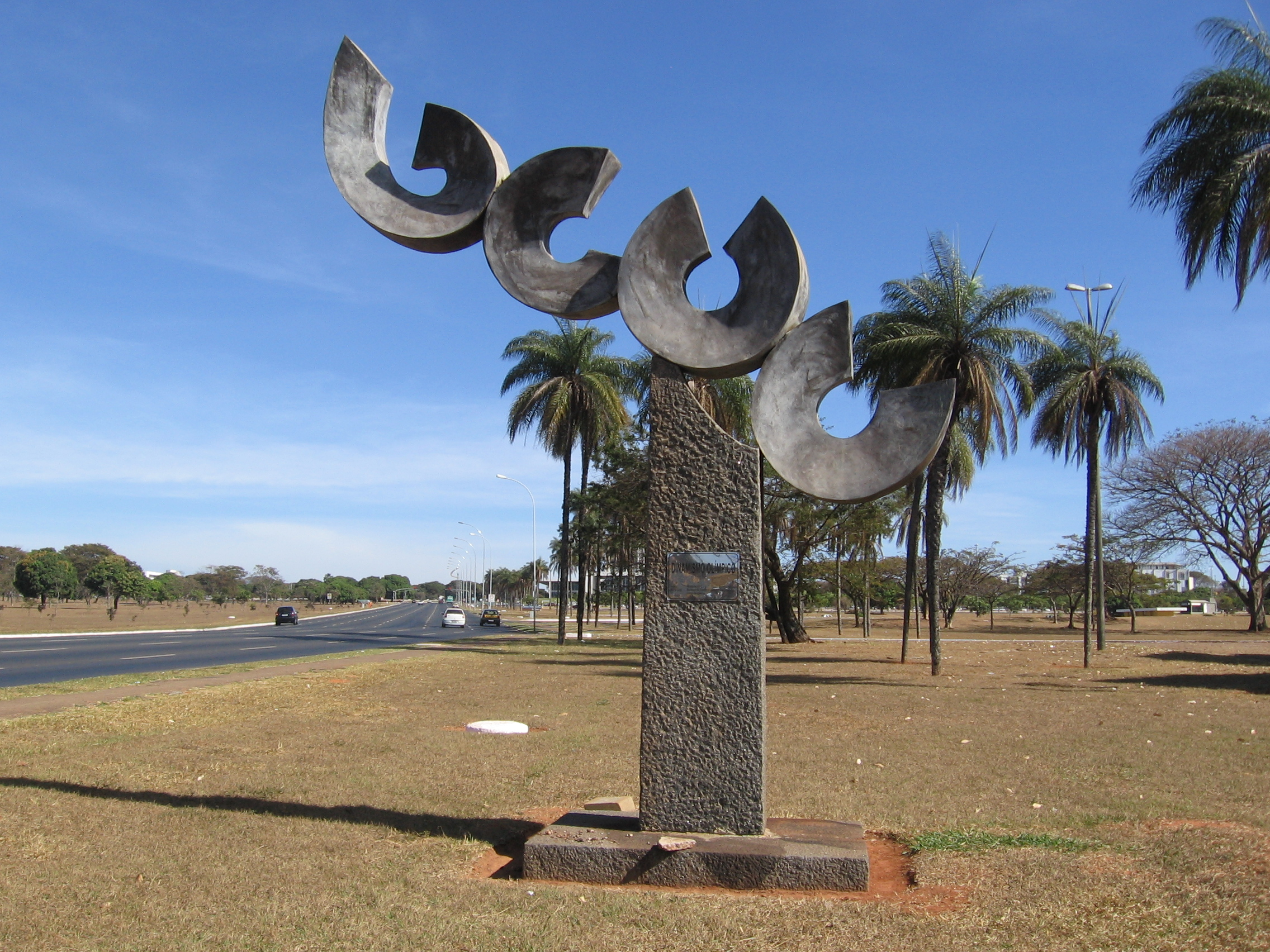
Escultura do Dinamismo Olímpico, localizada dentro do Complexo.

## Estruturas

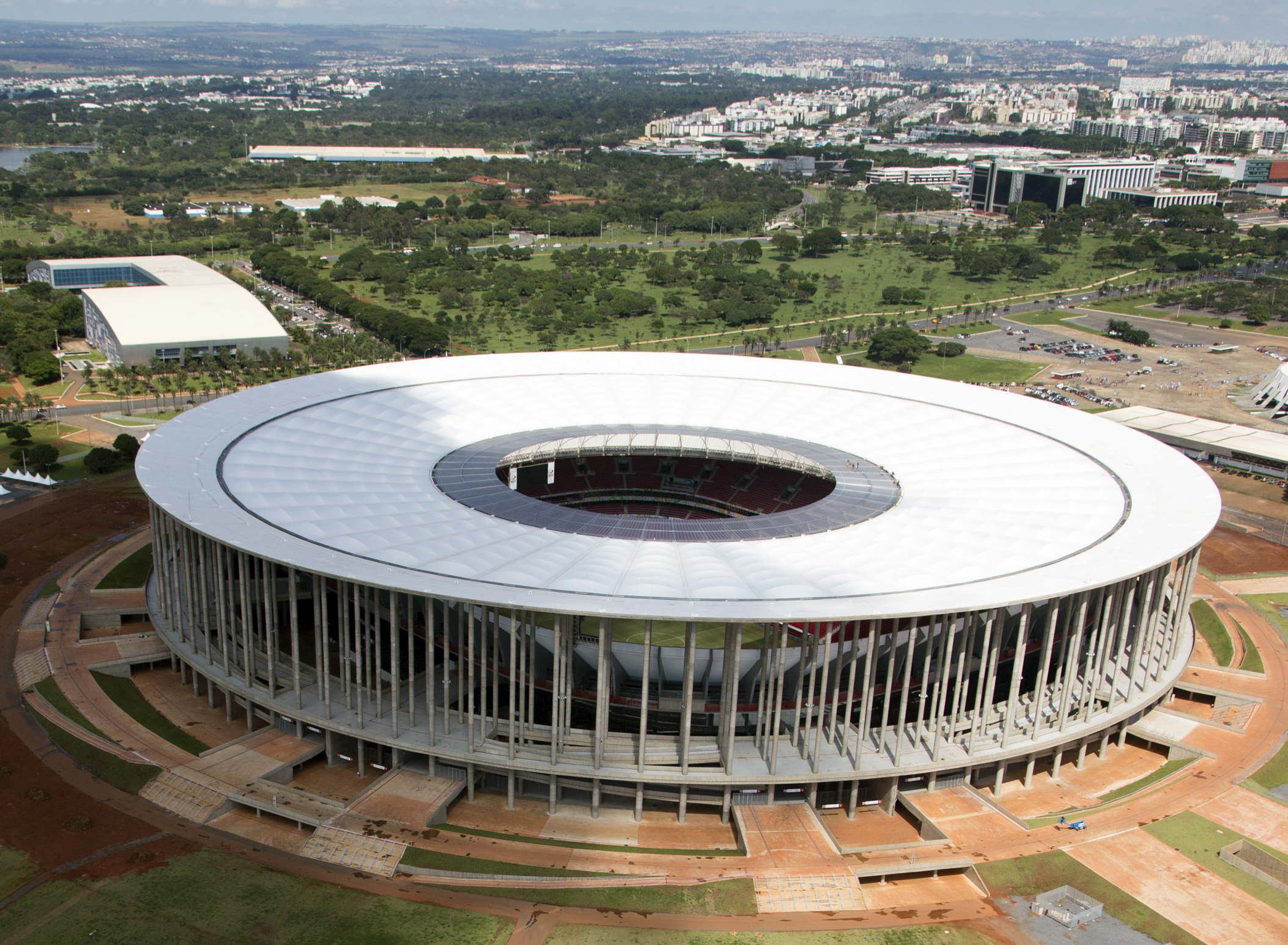
O Estádio Nacional de Brasília Mané Garrincha.

### Estádio Nacional de Brasília Mané Garrincha
O Estádio Nacional de Brasília Mané Garrincha é o principal estádio de futebol do Distrito Federal. Foi construído entre 2009 e 2013 no local do antigo Estádio Mané Garrincha, existente desde 1974, para que Brasília se tornasse sede da Copa do Mundo de Futebol, tendo recebido a abertura da Copa das Confederações FIFA Brasil 2013 e sete partidas da Copa do Mundo FIFA Brasil 2014, além de partidas preliminares de futebol dos Jogos Olímpicos de Verão Rio 2016. É ocasionalmente usado pelas equipes locais e também recebe jogos de equipes de fora de Brasília, e recebeu o jogo único da Supercopa do Brasil em seu retorno em 2020. É também usado para shows. Possui capacidade para mais de 71000 torcedores, sendo o segundo maior estádio do país.

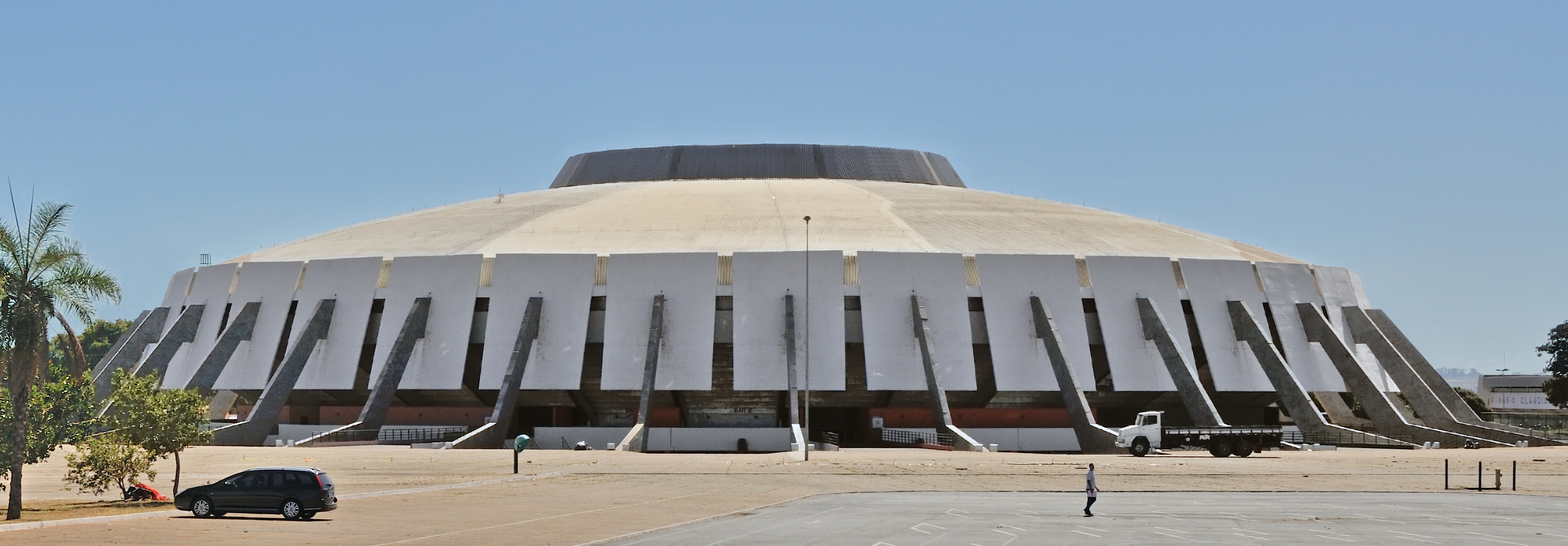
O Ginásio de Esportes Nilson Nelson.

### Ginásio de Esportes Nilson Nelson
O Ginásio de Esportes Nilson Nelson (antigo Ginásio de Esportes Presidente Médici) é um ginásio de esportes multiuso localizado entre o Estádio Nacional de Brasília Mané Garrincha e do Tribunal de Contas do Distrito Federal. Inaugurado em 21 de abril de 1973, com capacidade para 24.000 espectadores, seu primeiro evento foi uma apresentação da Vila Sésamo. O Presidente Médici, que originalmente dava nome ao ginásio, estava presente na tribuna de honra. Já recebeu partidas de diversas modalidades do esporte, principalmente de voleibol, basquetebol e futsal, além de também receber shows de artistas nacionais e internacionais.

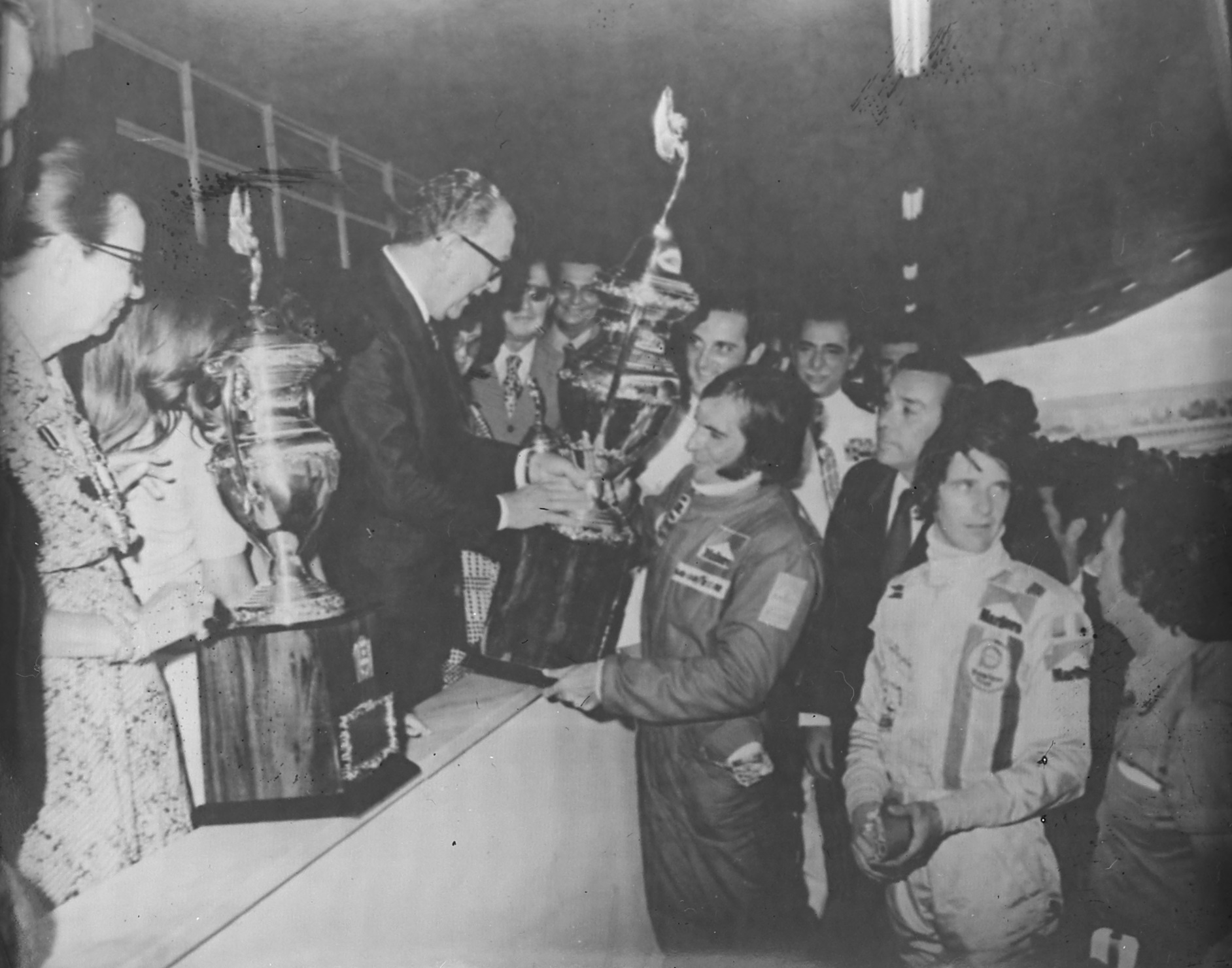
Médici entrega o troféu pela vitória na corrida de abertura do Autódromo de Brasília para Emerson Fittipaldi.

### Autódromo Internacional de Brasília Nelson Piquet
O Autódromo Internacional de Brasília Nelson Piquet é um autódromo localizado entre o Estádio Nacional de Brasília Mané Garrincha e o Colégio Militar de Brasília. Foi inaugurado em 1974 para uma corrida de Fórmula 1 extra-campeonato que foi eventualmente vencida pelo piloto Emerson Fittipaldi. Desde 1996, e por um período de dez anos renováveis por mais dez, Nelson Piquet é arrendatário do autódromo, que pertence ao governo do Distrito Federal. Encontra-se fechado para reforma desde 2014, sem previsão de reabertura.

### Ginásio de Esportes Cláudio Coutinho
Construído juntamente com as demais estruturas do Complexo, o Ginásio Cláudio Coutinho inicialmente abrigava uma piscina coberta. Atualmente interditado desde 2001 devido a problemas estruturais, o local está abandonado e em deterioração. Existem planos do governo para revitalizá-lo após a Copa do Mundo FIFA de 2014. Seu nome é uma homenagem a Cláudio Coutinho, militar, preparador físico e treinador de futebol brasileiro, que comandou o Flamengo e a Seleção Brasileira na década de 1970.

### Cine Drive-in
Inaugurado em 25 de agosto de 1973, o Cine Drive-in de Brasília foi por muitos anos o único remanescente do gênero cnema drive-in no Brasil. Possui 15 mil metros quadrados de área asfaltada, capaz de acomodar 500 veículos em seu estacionamento, além de uma tela de concreto medindo 312 metros quadrados. Está localizado em uma área especial do Autódromo Internacional de Brasília Nelson Piquet

### Outros
O Complexo conta também com diversas estruturas menores, como um conjunto de piscinas, quadras poliesportivas com arquibancadas, quadras de tênis, bilheterias, banheiros, estacionamentos, pátios e grandes áreas verdes.

## Eventos

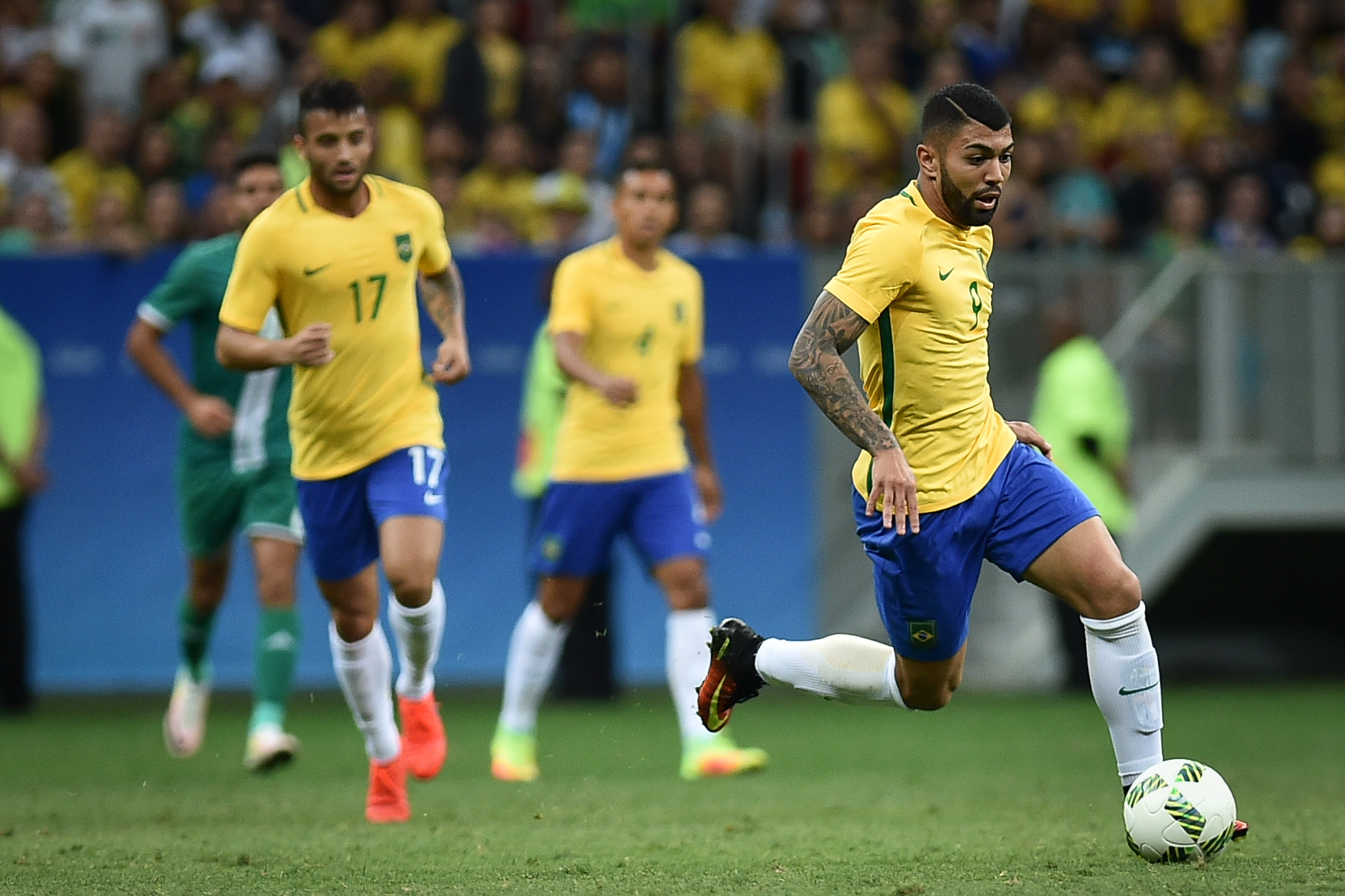
Brasil jogando contra o Iraque no Estádio Nacional de Brasília Mané Garrincha durante o torneio de futebol dos Jogos Olímpicos de 2016.

- Grande Prêmio Presidente Emílio Médici (1974): Autódromo Internacional de Brasília Nelson Piquet
- Campeonato Mundial de Futsal da FIFA de 2008: Ginásio de Esportes Nilson Nelson
- Copa das Confederações da FIFA Brasil 2013: Estádio Nacional de Brasília Mané Garrincha
- Jogos Mundiais Escolares (Gymnasiade) de 2013: Estádio Nacional de Brasília Mané Garrincha, Ginásio de Esportes Nilson Nelson, Complexo Aquático Cláudio Coutinho e outros[7][8]
- Copa do Mundo da FIFA Brasil 2014: Estádio Nacional de Brasília Mané Garrincha
- Jogos da XXXI Olimpíada de Verão Rio 2016: Estádio Nacional de Brasília Mané Garrincha